# Локнат
Локнат (канн. ಲೋಕನಾಥ್; 14 августа 1927, Бангалор — 31 декабря 2018, Бангалор), известный также как «Дядя Локнат» (англ. Uncle Lokanath) — индийский актёр театра и кино, снимавшийся в фильмах на языке каннада. Принял участие, в общей сложности, в 650 фильмах и более чем 1000 спектаклей. Получил признание в качестве характерного актёра и часто исполнял роль отца. Обладатель кинопремии штата Карнатака за лучшую мужскую роль, сыгранную им в фильме Minchina Ota.

## Биография
Родился 14 августа 1927 года в ортодоксальной семье, которая считала профессию актёра недостойным занятием.
Несмотря на противодействие его семьи, Локнат с детства проявлял интерес к театру, и в середине 1950-х вышел на сцену в пьесе «Bandalavavillada Badayi».
Локнат собирался стать инженером и начал сниматься в кино совершенно случайным. Он бывал в спортзале писателя и драматурга К.В. Айера, где узнал о нюансах актёрской игры. В 1970 году он снялся в фильме Samskara Паттабхирама Редди. За этим последовали роли в Gejje Pooje (1969), Sharapanjara (1971), Bangarada Manushya (1972), Doorada Betta (1973), Bangarada Panjara (1974), Kaaleju Ranga (1976), Singapurinalli Rajakulla (1978), Mane Mane Kathe (1981), «Отель „Пушпак“» (1988) и Bheema Teeradalli (2012).
Одним из его лучших фильмов был Bhootayyana Maga Ayyu (1974), основанный на сборнике рассказов «Vayyari». В нём Локнат сыграл сапожника, который был одержим поеданием соленых огурцов.
Широкую популярность ему также принесла роль в сериале Malgudi Days (1986) Шанкара Нага.
В последний раз он появлялся на экране в небольшой роли в Bheema Theeradalli (2012), биографическом фильме об Оме Пракаше Рао, и Re (2016), ставшем возвращением для многих известных персон кино на каннада.
Актёр скончался у себя дома в Бангалоре 31 декабря 2018 года в результате сердечного приступа. У него остались четыре дочери и сын Ашвин.